# Opisthobranchia
De Opisthobranchia of achterkieuwige slakken was een grote infraklasse in een verouderde indeling van de weekdieren (Mollusca).

## Kenmerken
Een minderheid van de soorten heeft een opvallende, uitwendige schelp. Sommige soorten hebben een gereduceerde, in het lichaam ingesloten schelp. De meeste soorten hebben echter helemaal geen schelp.

## Leefwijze
De meeste soorten zijn epifaunisch en gewoonlijk carnivoor, maar er zijn ook gespecialiseerde herbivoren.
In plaats van een schelp als bescherming, hebben vele soorten chemische afweersystemen. Sommige soorten zijn giftig.

## Voortplanting
Ze zijn allen hermafrodiet. De eieren worden gelegd in linten of in door gelei omhulde capsules.

## Orden
- Acochlidiacea
- Anaspidea
- Cephalaspidea (P. Fischer, 1883)
- Gymnosomata (Blainville, 1824)
- Nudibranchia (Blainville, 1814) (naaktkieuwige zeenaaktslakken)
- Pleurobranchomorpha
- Runcinacea
- Sacoglossa (kieuwloze zeenaaktslakken)
- Thecosomata
- Umbraculida